# تيم بارنت
تيم بارنت (بالإنجليزية: Tim Barnett)‏ هو لاعب كرة قدم أمريكية أمريكي، ولد في 19 أبريل 1968 في غونيسون في الولايات المتحدة.